# Didnauri
Didnauri (en georgiano: დიდნაური) es un sitio arqueológico de la Edad del Bronce tardío / edad del Hierro en Georgia, ubicado en las estepas de la Llanura Shiraki en el municipio de Dedoplistskaro, al sureste del país. La Agencia Nacional para la Conservación del Patrimonio Cultural de Georgia, que apoya los trabajos de campo en curso, lo ha descrito como "el asentamiento más antiguo" descubierto en el sur del Cáucaso. El sitio está inscrito en la lista de los monumentos inamovibles del patrimonio cultural de Georgia.

## Descubrimiento
El sitio de Didnauri se descubrió, en 2014, a través de imágenes satelitales en la parte occidental de la llanura de Shiraki, utilizadas como tierras de cultivo. Las excavaciones preliminares revelaron las ruinas de un gran asentamiento, que fue datado por un equipo de arqueólogos georgianos entre el período del siglo XII al siglo IX antes de Cristo. El asentamiento está comprendido por un muro defensivo de 1.5 km de largo y 7 m de ancho, hecho de arcilla y troncos de madera, "único en su tamaño y diseño", como lo describe la expedición dirigida por el arqueólogo Konstantine Pitskhelauri. El patrón de destrucción del muro sugiere un desastre natural inesperado, probablemente un terremoto. Entre otras estructuras en ruinas, se descubrieron varios edificios, incluidos los que aparentemente se usaban para rituales religiosos, un sistema de suministro de agua y cuatro tumbas, que contenían artefactos de principios del siglo X a. C., como vasijas de cerámica, herramientas de piedra y artículos de bronce. Una de las tumbas pertenecía a un guerrero de clase alta que fue enterrado con su daga y tenía una punta de flecha, no de origen local, en el área del estómago.